# Helen Taylor
Lady Helen Marina Lucy Taylor, z domu Windsor (ur. 28 kwietnia 1964 w Coppins, Iver) – brytyjska arystokratka, córka Edwarda Windsora, księcia Kentu i Katherine Worsley. Znajduje się w linii sukcesji brytyjskiego tronu.

## Życiorys
Urodziła się 28 kwietnia 1964 w Coppins, Iver jako córka Edwarda Windsora, księcia Kentu i Katherine Worsley.
Ukończyła Eton End PNEU School w Datchet oraz St Mary's School w Wantage i Gordonstoun. W latach 1987–1991 współpracowała z marszandem Karstenem Schubertem.
Nie angażuje się w życie rodziny królewskiej. Jest zwolenniczką Partii Konserwatywnej.

## Małżeństwo i dzieci
18 lipca 1992 jej mężem został właściciel galerii sztuki Timothy Taylor. Para doczekała się czwórki potomstwa:
- Columbus George Donald Taylor (ur. 6 sierpnia 1994)
- Cassius Edward Taylor (ur. 26 grudnia 1996)
- Eloise Olivia Katherine Taylor (ur. 2 marca 2003)
- Estella Olga Elizabeth Taylor (ur. 21 grudnia 2004)